# فرنسيسكو باتشيكو
فرنسيسكو باتشيكو (بالإسبانية: Francisco Pacheco)‏ هو مغني فنزويلي، ولد في 10 أكتوبر 1955.